# Nebukadnezar IV

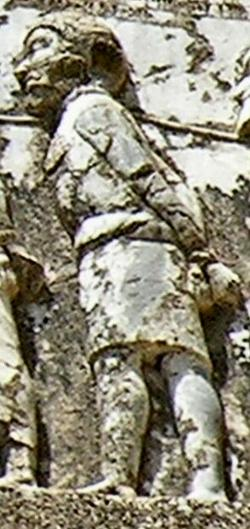
Nebukadnezar IV Standbeeld

Nebukadnezar IV, (? - 5 december 521 v.Chr.), ook bekend als Arakha (Armeens: "kroonprins"), was de laatste koning van Babylon (Mesopotamië).
Na de dood van Cambyses II van Perzië in 522 v.Chr., in de onrustige periode waarin Smerdis zich tot koning uitriep, pretendeerde Arakha een zoon te zijn van Nabonidus, de laatste koning van Babylon. Hij gaf zichzelf de nieuwe naam Nebukadnezar IV.
De heerschappij van Nebukadzenar IV duurde slechts zeven maanden. Intaphernes, generaal van Darius I, nam hem samen met 2500 aanhangers op 27 november 521 v.Chr. gevangen, waarna allen gedood werden.